# B3 (Borsa valori)
La B3 (per intero, B3 - Brasil Bolsa Balcão S.A. or B3 - Brazil, Stock Exchange and Over-the-Counter Market), precedentemente nota come BM&FBOVESPA, è una borsa valori situata a San Paolo, in Brasile, e la seconda più antica del paese.